# Osnes
Osnes település Franciaországban, Ardennes megyében. Lakosainak száma 229 fő (2022. január 1.). Osnes Carignan, Matton-et-Clémency, Messincourt, Pure, Sachy és Tétaigne községekkel határos.

## Népesség
A település népességének változása:
| Lakosok száma | 343  | 341  | 274  | 227  | 228  | 227  | 230  | 230  | 229  | 229  |
|               | 1968 | 1982 | 1990 | 2006 | 2013 | 2015 | 2017 | 2019 | 2020 | 2022 |